# Jérôme Galon
Pour les articles homonymes, voir Galon (homonymie).
Jérôme Galon est un biologiste français, né le 6 février 1967. Il est directeur de recherche à l'Institut national de la santé et de la recherche médicale (INSERM).

## Biographie

### Carrière
Jérôme Galon est titulaire d'un doctorat ès science spécialisé en immunologie[réf. souhaitée] et a travaillé à l'Institut Curie, à Paris, en France, entre 1992 et 1996, puis au National Institute of Health (NIH), à Bethesda, aux États-Unis, entre 1997 et 2001.
Depuis 2001, il travaille au Centre de recherche des Cordeliers, où il dirige le Laboratoire INSERM d'immunologie et cancérologie intégratives.

## Travaux scientifiques
Les recherches de Jérôme Galon reposent sur une meilleure compréhension du micro-environnement tumoral et de la dynamique de la réponse immunitaire chez l'homme, pour innover en matière de recherche clinique en oncologie. Elles font appel à des méthodes haut-débit, à des nouvelles technologies, à des approches de biologie intégrante, et à la bio-informatique.
Son laboratoire a défini et montré l'importance de la contexture immunitaire contre les cancers. Il a défini l'immunoscore comme nouvelle méthode de routine clinique pour l'évaluation du pronostic des patients atteints de cancer.
Le chercheur de l’Inserm, Jérôme Galon a été distingué par l’Office européen des brevets (OEB) comme Inventeur européen 2019 dans la catégorie « recherche » toutes disciplines confondues, pour son Immunoscore, un test qui permet de prédire les risques de récidive chez les patients atteints de certains types de cancers. 

### Découvertes majeures

#### Syndromes auto-inflammatoires
Il a découvert, en 1999, avec les groupes de Katsner et O'Shea, que des mutations dans les domaines extracellulaires de TNFR1 peuvent provoquer un syndrome héréditaire dominant de fièvres épisodiques et d'inflammation et a démontré que les fièvres périodiques autosomales dominantes représentent une classe de maladies humaines causés par des mutations des récepteurs du TNF.
Avec l'identification de mutations TNFR1 dans plusieurs familles d'origines ethniques disparates et leurs phénotypes cliniques associés, il a proposé une nomenclature qui unifie ces familles qui partagent cette pathogénie commune, avec l'acronyme TRAPS (TNF Receptor associated periodic syndromes). Pour la première fois, il a établi le clivage membranaire d’un récepteur de cytokine comme un mécanisme pathogénique. Ces résultats ont permis de définir TRAPS comme une nouvelle catégorie de maladie. Il a ainsi caractérisé et défini les syndromes auto-inflammatoires.

#### Contexture immunitaire dans le cancer
Jérôme Galon et son équipe ont développé une analyse de biologie des systèmes de la réaction immunitaire dans les cancers humains. Ils ont découvert l'importance de la nature, de l'orientation fonctionnelle, de la densité et de la localisation de cellules immunitaires dans la tumeur. Ils ont défini ces quatre paramètres associés à la survie des patients comme la contexture immunitaire des cancers. Ces données révèle que la contexture immunitaire au site de la tumeur détermine l'évolution du cancer et quel que soit le degré de propagation de la tumeur.
Jérôme Galon a montré qu'une forte densité de lymphocytes T mémoires (CD45RO+) corrèle avec l'absence d'invasion métastatique précoce (VELIPI). Ces analyses révèlent la force de la contexture immunitaire pour définir le pronostic des patients à tous les stades de la maladie, y compris les patients atteints de cancer de stade précoce. Cette importance de la réaction immunitaire change la compréhension de l'évolution du cancer et pourrait avoir des conséquences importantes dans la pratique clinique.

#### Immunoscore
Jérôme Galon a découvert que la caractérisation et la quantification de la réaction immunitaire adaptative était un meilleur prédicateur de survie comparée à la classification traditionnelle basée sur la taille et la propagation d'une tumeur.
L’Immunoscore pourrait permettre une nouvelle classification des cancers (pas uniquement basée sur des critères tumoraux mais aussi tenant en compte le statut immunitaire du patient), et pourrait permettre de redéfinir les patients à haut risque de récidive de cancer. Cette classification immunitaire a une valeur pronostique qui est supérieure à la classification AJCC/UICC-TNM, et l'invasion tumorale a été montrée statistiquement dépendante de la réaction immunitaire du patient. Ces études montrent l'utilité potentielle d'étendre ce concept et ces techniques à l’ensemble des tumeurs malignes.
L’invention de Jérôme Galon, sous licence de l’Institut national de la santé et de la recherche médicale via sa filiale privée Inserm Transfert, commercialisée sous le nom d’Immunoscore par la société HalioDx qu’il a cofondée en 2014  et dont il dirige le conseil scientifique, vise à compter le nombre de cellules immunitaires dans le tissu tumoral d’un patient,,,.

## Distinctions
- Prix NIH Excellence Research Award (1999)
- Prix Shaeverbeke de la Fondation de France (2008)
- Prix Rose Lamarca de la Fondation pour la recherche médicale (2008)[9]
- Prix William B. Coley du Cancer Research Institute, New York, États-Unis (2010)[10]
- Prix de cancérologie de la Fondation Simone et Cino Del Duca de l'Académie des Sciences (2011)[11]
- Prix Gallet et Breton de l'Académie de Médecine (2011)[12]
- Jacques Oudin Award (2014) [13]
- Prix de l'inventeur européen 2019 dans la catégorie « recherche »[14],[15],[16]